# Колчи
Колчи — поселок в муниципальном образовании город Ефремов Тульской области.

## География
Находится в юго-восточной части Тульской области на расстоянии приблизительно 13 км на восток по прямой от города Ефремов, административного центра округа.

## История
В конце 1930-х годов в поселке (тогда Калчи) отмечено было 13 дворов.

## Население
Постоянное население не было учтено как в 2002 году, так и в 2010.